# Regionalne Centrum Kultury (Piła)
Das Regionalne Centrum Kultury ist das regionale Kulturzentrum in Piła im westlichen Polen. Es wurde 1929 als Reichsdankhaus in Schneidemühl erbaut.

## Geschichte
1929 wurde das neue Reichsdankhaus am Danziger Platz nach Plänen des bekannten Stuttgarter Architekten Paul Bonatz fertiggestellt. Es wurde zum Dank an die Bevölkerung errichtet, die nach der neuen Grenzziehung nahe der Stadt 1919 und dem Verlust der östlich angrenzenden Provinz Posen schwer belastet gewesen sei.
Es wurde dort das Landestheater und ein Museum eingerichtet. In der Nähe waren auf dem Danziger Platz weitere Gebäude für die Verwaltung der neuen Hauptstadt der Grenzmark Posen-Westpreußen errichtet worden.
Das Reichsdankhaus wurde 1945 bei den Kämpfen um die Stadt beschädigt. 1952 wurde mit dem Wiederaufbau begonnen, 1960 wurde ein neues Kulturhaus (Dom kultury) mit 640 Plätzen am Plac Stanisława Staszica eröffnet. Dieses war eines der größten in Großpolen, in dem auch Panoramakinovorführungen möglich waren.
2017 fand eine Generalsanierung statt, die zum größten Teil mit EU-Geldern finanziert wurde.
Im RCK finden vielfältige Veranstaltungen statt, wie Unterhaltungsshows, Musikprogramme, Tanzveranstaltungen, Theater, Kinderprogramme und mehr.